# 庫馬納亞瓜
庫馬納亞瓜（西班牙語：Cumanayagua），古巴的城市，位於該國中部，距離西恩富戈斯23公里，属西恩富戈斯省，始建於1976年，面積1,099平方公里，海拔高度60米，2004年人口51,435，人口密度為每平方公里46.8人。